# Darcyanthus spruceanus
Genre
Espèce
Darcyanthus spruceanus est une espèce de plantes de la famille des Solanaceae. C'est l'unique représentante du genre Darcyanthus. Elle est présente au Pérou et en Bolivie.

## Description
C'est une plante herbacée érigée, très ramifiée, collante, qui mesure entre 0,5 et 1,5 m[réf. nécessaire]. La pubescence de la plante se présente sur les jeunes bourgeons, les feuilles, les tiges et les calices des fleurs avec des trichomes multicellulaires, dont beaucoup sont glandulaires.
La feuille est ovoïde, ovale ou allongée. Les plus petites mesurent de 2,8 à 3,9 et entre 1,5 a 2,4 cm en largeur, les plus grandes mesurent entre 6 et 8 (rarement 14) × 2,9 à 4,8 (atteignant rarement 9,5) cm[réf. nécessaire]. Le pétiole mesure entre 0,5 et 0,8 cm[réf. nécessaire]. Les fleurs constituent des groupes de sept à dix fleurs[réf. nécessaire]. La corolle est de couleur blanche avec des taches de couleur pourpre ou jaune, en forme de roue. Les fruits sont de forme sphérique, légèrement dentelé qui mûrissent érigés ou suspendus, et ont un diamètre compris entre 4 et 5 mm[réf. nécessaire].

## Taxonomie
Darcyanthus spruceanus a été initialement décrite par Armando Theodoro Hunziker sous le nom Physalis spruceana en 1961 dans Kurtziana 1:208,Physalis spruceana dans Tropicos.
Elle a été renommée deux fois par ce même Armando Theodoro Hunziker : une première fois en Chamaesaracha spruceana dans  Lorentzia 8:8, puis en Darcyanthus spruceanus dans le Boletín de la Sociedad Argentina de Botánica 35(3–4):345, en 2000,Chamaesaracha spruceana dans Tropicos.

### Pour l'espèce
- (en) JSTOR Plants : Darcyanthus spruceanus  (consulté le 26 avril 2015)
- (en) Catalogue of Life : Darcyanthus spruceanus (Hunz.) Hunz. ex N. A. Harriman (consulté le 22 décembre 2020)
- (en) The Plant List : Darcyanthus spruceanus (Hunz.) Hunz.  (source : Tropicos.org) (consulté le 26 avril 2015)
- (en) Tropicos : Darcyanthus spruceanus (Hunz.) Hunz.  (+ liste sous-taxons) (consulté le 26 avril 2015)

### Pour le genre
- (en) Catalogue of Life : Darcyanthus Hunz. ex N. A. Harriman (consulté le 10 avril 2023)
- (en) The Plant List : Darcyanthus  (consulté le 26 avril 2015)
- (en) Tropicos : Darcyanthus Hunz.  (+ liste sous-taxons) (consulté le 26 avril 2015)